# Shinichi Matsushita
Shinichi Matsushita (soms ook Shin'ichi) (Japans:  松下眞一, Matsushita Shinichi) (Ibaraki, 1 oktober 1922 – 25 december 1990) was een Japans componist, muziekpedagoog en wiskundige.

## Levensloop
Matsushita kreeg van zijn vader Hisakazu Matsushita de eerste muziekles. Hij studeerde aan de Keizerlijke universiteit van Kyushu, nu Kyushu Universiteit in Fukuoka wiskunde en daarnaast volgde hij privé-muziekles bij onder anderen Ryoji Nakamura (piano en muziektheorie) en Takashi Asahina (compositie en harmonie). In 1945 behaalde hij zijn diploma als wiskundige met als hoofdvak Analyse.
In 1949 werd hij docent aan de Osaka Universiteit in Suita. In 1958 werd hij medewerker van de elektronische studio in Osaka. Later werd hij zowel hoogleraar in de wiskunde als docent aan de faculteit voor muziek van de Osaka Universiteit in Suita. In 1965 deed hij onderzoek in de algebra onder aanleiding van de Duitse wiskundige Pascal Jordan aan de Universiteit Hamburg en verbleef er 15 jaar als docent aan deze universiteit en aan de Friedrich Alexander Universiteit in Erlangen. In deze periode had hij tijdens talrijke festivals veel contact met bekende Europese componisten als Pierre Boulez, Lovro von Matačić, Ivo Petrić, Yvonne Loriod, Zsigmond Szathmáry Karlheinz Stockhausen, Krzysztof Penderecki, Luigi Nono, Giacomo Manzoni en Bo Nilsson.
Hij componeerde vooral werken voor kamermuziek, meestal samen met de inzet van elektronica of bandrecorder. Met zijn Correlazioni voor drie groepen van een kamerorkest won hij de Prix de Rome. In 1962 won hij een eerste prijs tijdens de "World Music Days" georganiseerd door de International Society for Contemporary Music (ISCM) voor zijn werk Canzona da sonare nr. 1.

## Composities

### Werken voor orkest
- 1959 5 tempi, voor kamerorkest
- 1959 Isomorfisums, voor kamerorkest
- 1962 Correlazioni, voor 3 groepen van een kamerorkest
- 1962 Sinfonia "Le Dimensioni" - Symfonie nr. 3
- 1962 Successioni, voor kamerorkest
- 1963 Sinfonia "Vita" - Symfonie nr. 4
- 1968 Breath of the Stars, voor kamerorkest
- 1968 Sinfonia "Pol" - Symfonie nr. 5
- 1968/1971 Astrale Atem, voor orkest
- 1972 Concert "Idylle", voor viool en orkest
- 1974 Sinfonia Sangha - Symfonie nr. 6
- 1982-1984/1987 Ein neues Lied - Symfonie nr. 7, voor orkest

### Werken voor harmonieorkest
- 1974 Symphonische fantasie "Hymne für die Größe"

### Vocale muziek

#### Oratorium
- 1973 Shinran, oratorium

#### Cantates
- 1959 Le croître noire, cantate voor spreker, gemengd koor (SMsATTBB), slagwerk en bandrecorder - tekst: Katsue Kitazono
- 1977 Buddha "trilogy by the Lotus Sutra", cantate

#### Werken voor koor
- 1960 Jet-Pilot, voor spreker, vrouwenstemmen, strijkkwartet en orkest
- 1961 Psalm 122, voor solisten, gemengd koor en orkest
- 1972 Eckoū, voor gemengd koor
- Geluidsband-Requiem, voor 4 solisten en gemengd koor

#### Liederen
- 1963 5 Haiku
- 1964 Musique, voor sopraan en kamerensemble
- 1968 Haleines astrales, voor sopraan en (kamer)orkest
- 1968 Konpira fune fune : konsei, voor zangstem en piano
  1. Kompira fune fune
  2. Senba no temari

### Kamermuziek
- 1958 Composizione da Camera per 8
- 1959 Faisceaux, voor dwarsfluit, cello en piano
- 1960 Canzona da sonare nr. 1, voor piano en 2 slagwerkers
- 1960 Etoile de Chaldéen, voor dwarsfluit en piano
- 1960 Repère mobile, voor cello solo
- 1961 Cube, voor dwarsfluit, celesta en altviool
- 1962 Mosaics, voor piano en slagwerk - ook in een versie voor piano solo
- 1962 Musique, voor kamerensemble "Uro"
- 1964 Fresque sonore, voor 7 instrumenten (dwarsfluit, hobo, klarinet, hoorn, harp, altviool en cello)
- 1969 Kristalle, voor pianokwartet
- 1969-1970 Gestalt 17, voor harp, piano, slagwerk en 3 trombones
- 1973 Konzentration - Goh Kyo Ritsu, voor een solo instrument en ensemble

### Werken voor orgel
- Konzentration - Goh Kyo Ritsu

### Werken voor piano
- 1959 Les temps mesurable et temps topologique
- 1959 Trois mouvements
- 1962 Mosaics
- 1964 Spectra nr. 1[1]
- 1967 Movements
- 1967 Six pièces sur les mythes Japonais - Spectra nr. 2
- 1971 Spectra nr. 4[2]

### Werken voor slagwerk
- 1973 Kolonnen, voor slagwerkensemble

### Filmmuziek
- Icarus, voor gemengd koor

### Elektroakoestische muziek
- 1962 Le Pôle, musique concrète
- 1963 Torso in Westering Sun, musique concrète
- Musik der Steinzeit, voor elektronische klanken, vibrafoon, Ondes Martenot en lawaai

## Publicaties
- 天地有楽 : ある作曲家の遺言 In Heaven and Earth - Yuraku, 音楽之友社, Tōkyō : Ongaku no Tomosha, 1991. 242 p., ISBN 978-4-276-20155-2
- samen met Pascal Jordan en Heinrich Rühaak: Über nichtassoziative Algebren, Mainz : Verl. der Akademie der Wissenschaften und der Literatur, 1969. 19 p.
- samen met Pascal Jordan: Zur Theorie der Lie-Tripel-Algebren, Mainz : Verl. der Akademie der Wissenschaften und der Literatur, 1968. 14 p.
- 西風にのって鐘は鳴る : ヨーロッパの中での眼・ヨーロッパからの眼 / Nishikaze ni notte kane wa naru, 音楽之友社, 378 p.
- 時間と宇宙への序說 (Introduction to space and time), サイエンス社, 239 p.
- Hokekyō to genshi butsurigaku, Kappa bukkusu, 225 p.